# Allison Schroeder

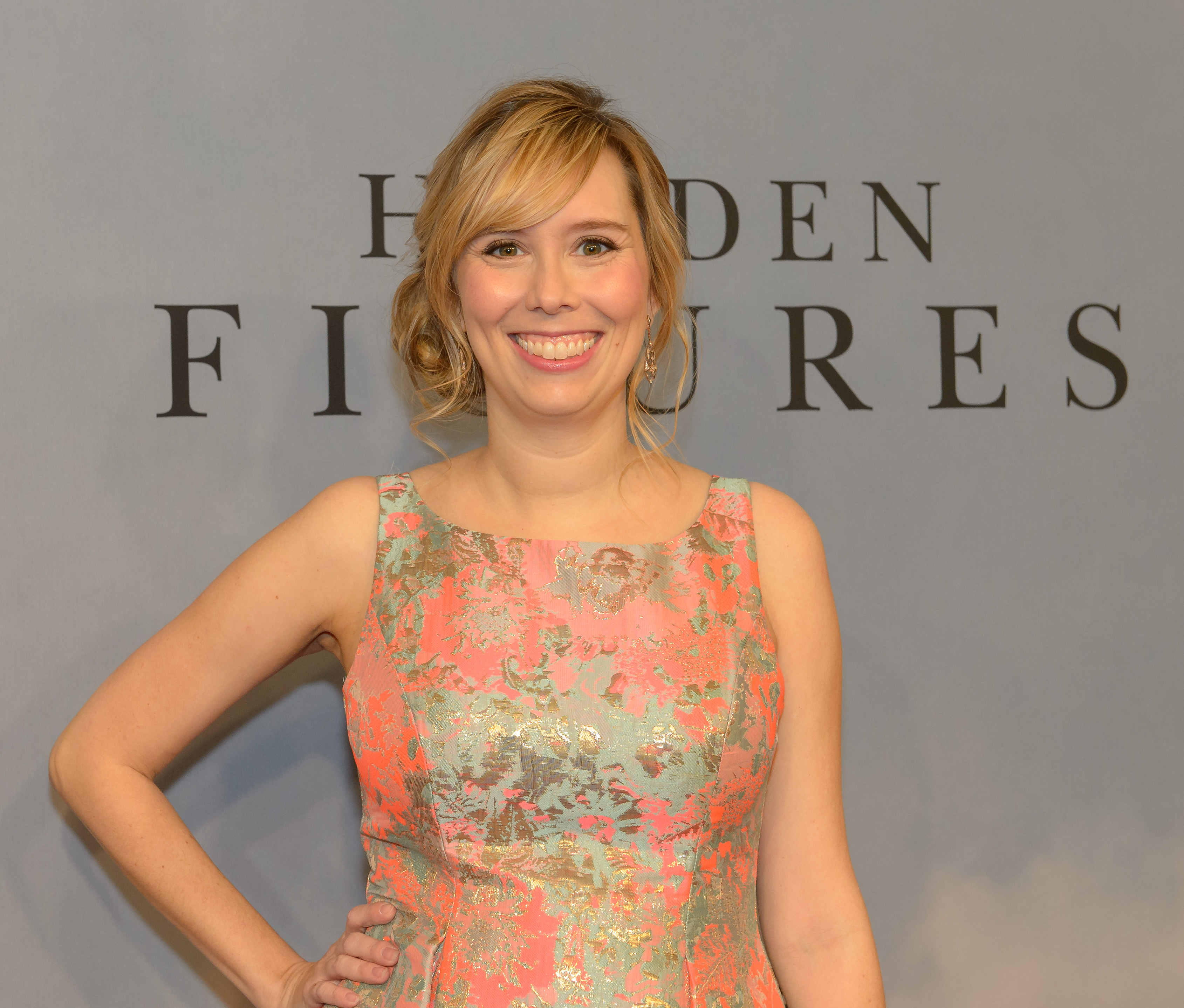
Allison Schroeder

Allison Schroeder ist eine US-amerikanische Drehbuchautorin. Für ihr Drehbuch zu Hidden Figures – Unerkannte Heldinnen, das sie zusammen mit Theodore Melfi verfasste, wurde sie bei der Oscarverleihung 2017 für das beste adaptierte Drehbuch nominiert.

## Leben
Allison Schroeder wuchs in Cape Canaveral, Florida auf. Sie besuchte die Melbourne High School, wo sie 1997 ihren Abschluss machte. Sie begann ihre Filmkarriere als Produktionsassistentin. Nach einigen Kurzfilmen war sie in an der sechsten und siebten Staffel der Fernsehserie Smallville beteiligt. 2008 folgte Ananas Express. Anschließend begann sie zu schreiben. Ihr erstes verfilmtes Drehbuch war eine Episode der Fernsehserie 90210. Es folgte der Fernsehfilm Girls Club 2 – Vorsicht bissig! (2011) sowie Ladies Man: A Made Movie, einige Folgen der Musical-Fernsehserie Side Effects und Miss 2059.
2016 schrieb sie zusammen mit Theodore Melfi das Drehbuch zu Hidden Figures – Unerkannte Heldinnen nach einem Sachbuch von Margot Lee Shetterly, das die Geschichte von drei afroamerikanischen Mathematikerinnen erzählt, die maßgeblich am Mercury- und am Apollo-Programm der NASA beteiligt waren. Schroeder wurde engagiert, da sie während ihrer Highschool-Zeit für vier Jahre bei der NASA gearbeitet hatte, wo auch ihre Großeltern in den 1960ern und 70er Jahren als Techniker angestellt waren. Für dieses Drehbuch wurde sie zusammen mit ihrem Koautoren für einen Oscar, einen BAFTA, einen Satellite Award und eine WGA Award nominiert.
Schroeder ist im Vorstand des Women’s Committee der Writers Guild of America und Mitglied der WGA Diversity Advisory Group.

## Filmografie
- 2008: 90210 (Fernsehserie, Episode 1x11)
- 2011: Girls Club 2 – Vorsicht bissig! (Mean Girls 2, Fernsehfilm)
- 2013: Ladies’ Man: A Made Movie
- 2013–2014: Side Effects (Fernsehserie, 5 Episoden)
- 2016: Miss 2059 (Fernsehserie, 2 Episoden)
- 2016: Hidden Figures – Unerkannte Heldinnen (Hidden Figures)
- 2018: Christopher Robin
- 2023: Heart of Stone